# Courtillers
Courtillers é uma comuna francesa na região administrativa do País do Loire, no departamento de Sarthe. Estende-se por uma área de 7.24 km². Em 2010 a comuna tinha 967 habitantes (densidade: 133,6 hab./km²).